# Tour Oxygène
Tour Oxygène är en skyskrapa i Lyons storstadsområde i Frankrike.
Tour Oxygène är 115 meter högt. Det är den tredje högsta skyskrapan i staden. Invigningen ägde rum den 2 juni 2010.